# Boston Yanks
Die Boston Yanks waren eine American-Football-Mannschaft, die von 1944 bis 1948 in der National Football League (NFL) spielte.

## Teamgeschichte
1940 gründete der Radio-Manager Ted Collins und der Anwalt William Shea das Football-Team der Long Island Indians in der American Association. Als nach dem Angriff auf Pearl Harbor 1941 der Spielbetrieb eingestellt wurde und die weitere Zukunft der Liga ungewiss war, versuchten die beiden mit einem eigenen Team in der National Football League Fuß zu fassen. Zunächst versuchte Collins die Cleveland Rams zu kaufen.  Am 20. Juni 1943 erwarben Collins und Shea für 50.000 Dollar eine Erweiterungs-Franchise für Boston. Den Zuschlag erhielten sie unter anderem wegen der Zusage, bereits 1944 an der Liga teilzunehmen und nicht bis zum Ende des Krieges abzuwarten. Am 20. November 1943 wurde der Franchise-Name „Yanks“ bekanntgegeben. Als Trainer wurde Herb Kopf, Trainer des Football-Teams des Manhattan Colleges, verpflichtet. Beim Draft 1944 hatte das Franchise das Recht auf den ersten Pick. Damit wählten sie den Quarterback Angelo Bertelli von Notre Dame. Bertelli wurde jedoch zum Militärdienst einberufen und stand der Mannschaft nicht zur Verfügung.
Von den zehn Spielen der Saison 1944 verlor das Team acht. Die einzigen beiden Siege gelangen gegen die Brooklyn Tigers. Die vier Heimspiele wurden im Fenway Park gespielt.
Auf Grund des Mangels an Spielern bildete das Team für die Spielsaison 1945 mit den Brooklyn Tigers eine Spielgemeinschaft. Vier der Heimspiele wurden im Fenway Park und eines im Yankee Stadium gespielt. Es gelang dem Team drei von zehn Spielen zu gewinnen. In dieser Saison gehörte auch der spätere Hall-of-Famer Ace Parker nach seiner Rückkehr vom Militärdienst zum Kader. Am Ende der Saison entschied der Eigentümer der Tigers, Dan Topping, zukünftig in der konkurrierenden All-America Football Conference anzutreten (New York Yankees). Die NFL kündigte deshalb das Franchise für die Brooklyn Tigers auf. Die meisten Spieler wurden in die Mannschaft der Boston Yanks integriert.
Auch in der Spielzeit 1946 gelangen bei elf Spielen nur zwei Siege. Da Parker zu den New York Yankees gegangen war, wurde der 1943 von den Brooklyn Dodgers gedraftete Paul Governali Quarterback der Mannschaft. Das erste Heimspiel am 1. Oktober 1946, einem Dienstag fand im Braves Field statt. Da die Baseball-Mannschaft der Boston Red Sox die Playoffs erreicht hatten, stand der Fenway Park nicht für ein Football-Spiel zur Verfügung.
Nach drei Spielzeiten mit einer negativen Bilanz wurde Herb Kopf entlassen und am 12. Dezember 1946 wurde Clipper Smith zum neuen Head Coach ernannt.
In der ersten Spielzeit 1947 unter Smith gelangen bei zwölf Spielen vier Siege und damit das beste Saisonergebnis. Alle Spiele erfolgten im Fenway Park. Als Quarterback spielte der im Vorjahr mit dem No. 1 Pick gedraftete Frank Dancewicz.
Im folgenden Jahr 1948 gelangen nur drei Siege. Als Quarterback spielte in seinem letzten aktiven Jahr Roy Zimmerman.
Der Spielort Boston erwies sich als schwierig. Collins gelang es nicht die Yanks in die Gewinnzone zu führen. Angesichts der Krise bei der konkurrierenden AAFC und somit nur die Giants als weitere Mannschaft in New York, hoffte er, dass eine Verlegung des Teams dorthin die finanzielle Situation verbessern könnte. Für Collins war es vorteilhaft, das Franchise der Boston Yanks zurückzugeben und somit steuerlich abzuschreiben und für New York eine neue Franchise zu zeichnen. Dieser Vorgehensweise stimmte die NFL zu. Die neue ab 1949 in New York spielende Mannschaft firmierte unter New York Bulldogs.

## Uniform
Die Boston Yanks trugen 1944 grüne Jersey mit gelben Ärmelstreifen, dazu gelbe Hosen mit grünen Längs-Streifen auf der Rückseite. 1945 wurden die Jerseys um einen gelben Schulterbereich ergänzt. 1947 spielten die Yanks auch mit gelben Trikots mit grünem Schulterbereich. 1948 kehrte man zu den grünen Trikots zurück. In einem Spiel trat das Team mit einem weißen Trikot mit gelbgrüngelbem Armringen an. Diese Uniformfarben wurden 1949 beibehalten. Die Helme waren stets gelb, meist wurden grüne Socken mit gelben Ringen getragen.

## Statistik
| Saison | Siege | Niederlagen | Unentschieden | Punkte erzielt | Punkte zugelassen | Platzierung | Head Coach    |
| ------ | ----- | ----------- | ------------- | -------------- | ----------------- | ----------- | ------------- |
| 1944   | 2     | 8           | 0             | 82             | 233               | 4. East     | Herb Kopf     |
| 1945   | 3     | 6           | 1             | 123            | 211               | 3. East     | Herb Kopf     |
| 1946   | 2     | 8           | 1             | 189            | 273               | 5. East     | Herb Kopf     |
| 1947   | 4     | 7           | 1             | 168            | 256               | 3. East     | Clipper Smith |
| 1948   | 3     | 9           | 0             | 174            | 372               | 5. East     | Clipper Smith |
| Total  | 14    | 38          | 3             |                |                   |             |               |

## Mitglieder in der Pro Football Hall of Fame
| Boston Yanks Hall of Famers | Boston Yanks Hall of Famers | Boston Yanks Hall of Famers | Boston Yanks Hall of Famers |
| Name                        | Position                    | Spielzeit                   | Aufnahme in die HOF         |
| --------------------------- | --------------------------- | --------------------------- | --------------------------- |
| Ace Parker                  | Quarterback, Back           | 1945                        | 1972                        |

## Weitere namhafte Spieler
- Bill Paschal, Back, spielte 1947–1948 bei den Boston Yanks